# Pierre Juhel
Pour les articles homonymes, voir Juhel.
Pierre Juhel (né à Paris le 9 août 1910, mort dans cette même ville le 27 juillet 1980), est un journaliste et militant royaliste français. Il est l'un des membres fondateurs du mouvement Restauration nationale.

## Éléments biographiques
Fils d'un poilu de Verdun mort au front, il joint très tôt les rangs de l'Action française et collabore au journal L'Action française (1926-1939). De 1935 à 1939, il est chef des Camelots du roi de la région parisienne. Il dirige ensuite le Centre de formation personnelle (1941-1944) et participe à la direction de la Croix Rouge française (1945-1949). En 1950, il entre à la rédaction d'Aspects de la France.
En 1955, il fonde le mouvement royaliste Restauration nationale (RN) avec Louis-Olivier de Roux. Cette organisation qui succède à l'Action française de Charles Maurras se définit alors comme le « Centre de propagande royaliste de l'Action française ».
Durant la guerre d'Algérie, Juhel adopta le pseudonyme de « Guillaume » pour ses activités clandestines en faveur de l'Algérie française.
Il est enterré au cimetière de Vaugirard.
À Nantes, le Centre Pierre Juhel - un centre de documentation et d'études royalistes - perpétue la mémoire de ce militant nationaliste. Son fils Louis Juhel poursuit aujourd'hui ses activités dans le mouvement Restauration nationale.

## Document sonore, contribution
- « Discours », dans L’Action française : voix et chants. Xavier Vallat, Charles Maurras, Léon Daudet, voix ; Marie de Roux, Pierre Juhel, chant, Paris, SERP, 1989 (cassette audio ; paru d'abord en 33 t).